# Muron
Muron és un municipi francès situat al departament del Charente Marítim i a la regió de la Nova Aquitània. L'any 2007 tenia 1.207 habitants.

## Demografia

### Població
El 2007 la població de fet de Muron era de 1.207 persones. Hi havia 454 famílies de les quals 94 eren unipersonals (17 homes vivint sols i 77 dones vivint soles), 163 parelles sense fills, 176 parelles amb fills i 21 famílies monoparentals amb fills.
La població ha evolucionat segons el següent gràfic:
Habitants censats

### Habitatges
El 2007 hi havia 503 habitatges, 457 eren l'habitatge principal de la família, 13 eren segones residències i 32 estaven desocupats. 480 eren cases i 16 eren apartaments. Dels 457 habitatges principals, 366 estaven ocupats pels seus propietaris, 72 estaven llogats i ocupats pels llogaters i 19 estaven cedits a títol gratuït; 4 tenien una cambra, 18 en tenien dues, 60 en tenien tres, 129 en tenien quatre i 246 en tenien cinc o més. 332 habitatges disposaven pel capbaix d'una plaça de pàrquing. A 174 habitatges hi havia un automòbil i a 225 n'hi havia dos o més.

### Piràmide de població
La piràmide de població per edats i sexe el 2009 era:
| Homes | Edats   | Dones |
| ----- | ------- | ----- |
| 0     | 95 o +  | 0     |
| 4     | 90 a 94 | 4     |
| 4     | 85 a 89 | 16    |
| 8     | 80 a 84 | 4     |
| 4     | 75 a 79 | 12    |
| 32    | 70 a 74 | 24    |
| 36    | 65 a 69 | 32    |
| 24    | 60 a 64 | 20    |
| 32    | 55 a 59 | 24    |
| 48    | 50 a 54 | 28    |
| 32    | 45 a 49 | 44    |
| 48    | 40 a 44 | 32    |
| 32    | 35 a 39 | 40    |
| 32    | 30 a 34 | 12    |
| 32    | 25 a 29 | 48    |
| 28    | 20 a 24 | 28    |
| 28    | 15 a 19 | 36    |
| 24    | 10 a 14 | 28    |
| 28    | 5 a 9   | 24    |
| 24    | 0 a 4   | 8     |

## Economia
El 2007 la població en edat de treballar era de 770 persones, 548 eren actives i 222 eren inactives. De les 548 persones actives 459 estaven ocupades (252 homes i 207 dones) i 89 estaven aturades (50 homes i 39 dones). De les 222 persones inactives 76 estaven jubilades, 43 estaven estudiant i 103 estaven classificades com a «altres inactius».

### Ingressos
El 2009 a Muron hi havia 464 unitats fiscals que integraven 1.130,5 persones, la mediana anual d'ingressos fiscals per persona era de 16.355 €.

### Activitats econòmiques
Dels 39 establiments que hi havia el 2007, 3 eren d'empreses alimentàries, 1 d'una empresa de fabricació de material elèctric, 10 d'empreses de construcció, 9 d'empreses de comerç i reparació d'automòbils, 1 d'una empresa de transport, 2 d'empreses d'hostatgeria i restauració, 2 d'empreses de serveis, 6 d'entitats de l'administració pública i 5 d'empreses classificades com a «altres activitats de serveis».
Dels 16 establiments de servei als particulars que hi havia el 2009, 2 eren tallers de reparació d'automòbils i de material agrícola, 3 guixaires pintors, 2 fusteries, 2 lampisteries, 2 electricistes, 3 perruqueries i 2 restaurants.
Dels 3 establiments comercials que hi havia el 2009, 2 eren fleques i 1 una llibreria.
L'any 2000 a Muron hi havia 26 explotacions agrícoles que ocupaven un total de 1.708 hectàrees.

## Equipaments sanitaris i escolars
L'únic equipament sanitari que hi havia el 2009 era una farmàcia.
El 2009 hi havia una escola elemental.

## Poblacions més properes
El següent diagrama mostra les poblacions més properes.